# 國立歷史博物館 (巴西)

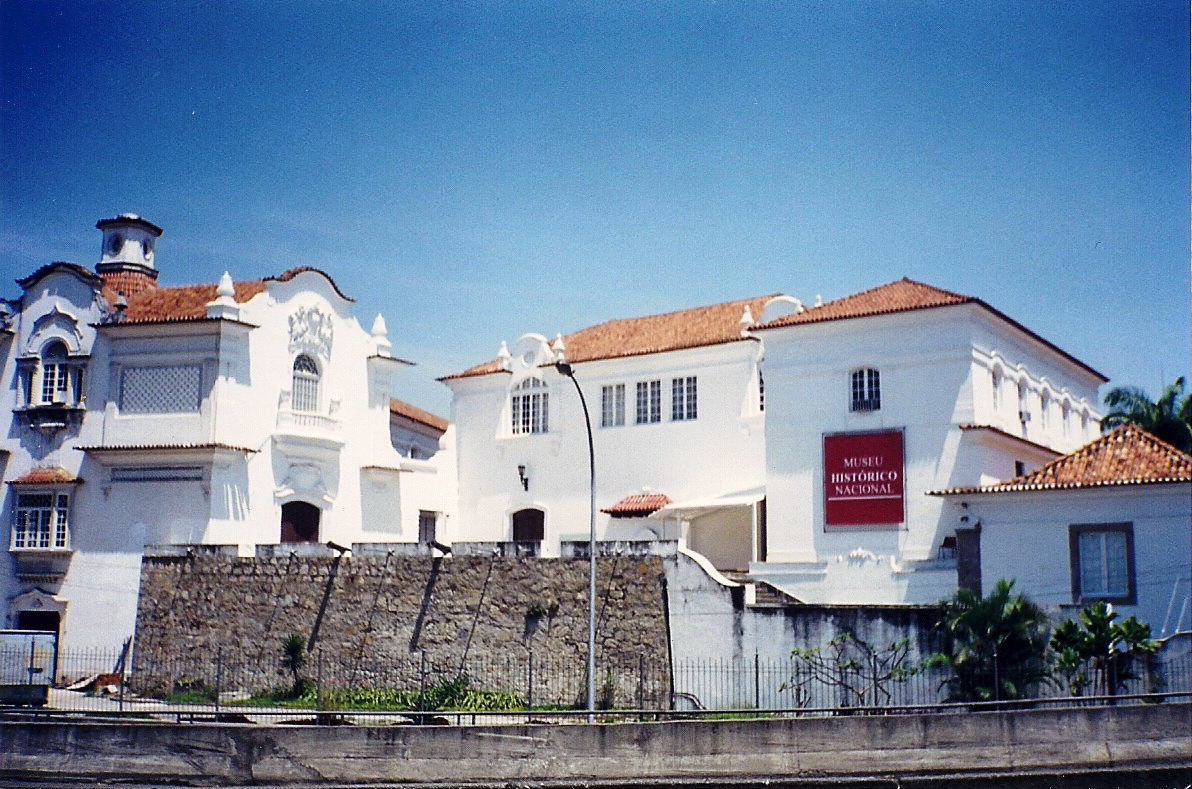

國立歷史博物館（葡萄牙語：Museu Histórico Nacional）是巴西的一家博物館，創建於1922年，收藏有超過28.7萬件藏品，包括拉丁美洲最大規模的錢幣收藏。博物館收藏的藏書超過5.7萬冊。國立歷史博物館的建築修建於1603年。

## 外部連結
- Museum's digital collection
- Historical website (archived)